# Wonson
Wonson (Pogonia Odmienna II, Zdarzbóg) – polski herb szlachecki z nobilitacji, odmiana herbu Pogonia.

## Opis herbu
Opis zgodnie z klasycznymi regułami blazonowania:
W polu dzielonym w skos lewy, z prawej srebrnym, z lewej czerwonym, ramię zbrojne srebrne z mieczem o takimż ostrzu i rękojeści złotej.
Bezpośrednio na hełmie, bez korony, klejnot - trzy pióra orła.
Labry czerwone, podbite srebrem.
Według Wiktora Wittyga, w klejnocie są kłosy, a nie pióra.

## Najwcześniejsze wzmianki
Nobilitacja Jana Wonsona z synami - Erazmem, Janem, Jakubem, Marcinem, Stanisławem i Sebstianem z 21 kwietnia 1543.

## Herbowni
Wonson.